# Das Passagen-Werk

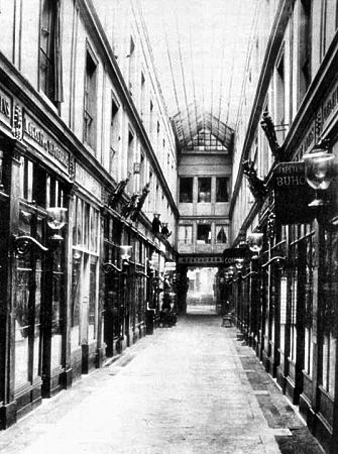
París, Passatge de l'Òpera (després del 1907)

Das Passagen-Werk, també anomenat Book of Passages (Llibre dels passatges), és una obra del filòsof alemany Walter Benjamin (1892-1940), publicada pòstumament al 1982.

## Context
Walter Benjamin començà aquesta obra dins del moviment surrealista durant els anys 1927-1929 fins al 1930 abans de reprendre-la el 1934 fins a la seua mort, el 1940. Inacabada, l'assaig consta d'un recull de textos fragmentaris escrits durant aquesta dècada. En algunes ocasions Benjamin modifica l'esquema general de l'obra, en part a causa de la influència de Theodor Adorno, que donà a Benjamin un estipendi i que esperava que Benjamin fes el projecte Arcades més explícitament polític i marxista en la seua anàlisi.
El títol Das Passagen-Werk es refereix als passatges coberts amb botigues que hi havia a París a principis del segle xix. Benjamin, com a flâneur, va recollir informació sobre aquests passatges, carrers i grans magatzems parisencs, així com sobre panoràmiques i exposicions universals, i també escrigué les seues reflexions sobre la moda, la publicitat, la prostitució, i va voler crear una atmosfera dialèctica, en què el desenvolupament del capitalisme s'il·lustra amb els mons vitals de la metròpoli. Walter Benjamin tenia previst escriure un assaig de cinquanta pàgines, però durant els anys següents esdevingué una col·lecció extensa i  voluminosa de documents de trenta-sis temes organitzats temàticament i etiquetats amb paraules clau.

## Presentació
Walter Benjamin considera París com el cor del segle XIX i la modernitat. En aquesta perspectiva, qüestiona la llegibilitat de la capital, en analogia amb la lectura de "llibre de la natura". La lectura s'ha d'entendre, doncs, com un procés de construcció de significat i un enfocament fenomenològic dels temps moderns. L'assaig es com un calidoscopi d'imatges i textos. L'editor alemany Rolf Tiedermann assenyala que el nombre de cites, comentaris i materials supera el treball especulatiu de Benjamin, fet que el dugué a renunciar a esclarir l'estructura dels textos.
Walter Benjamin considera París com el cor del segle XIX i la modernitat. Així, s'interroga sobre la llegibilitat de la capital, en analogia amb la lectura del "llibre de la natura". La lectura s'ha d'entendre, doncs, com un procés de construcció de significat i un enfocament fenomenològic dels temps moderns. L'assaig es compon com un calidoscopi d'imatges i textos. L'editor alemany Rolf Tiedemann assenyala que el nombre de cites, comentaris i materials supera el treball especulatiu de Benjamin, fet que el dugué a renunciar a aclarir l'estructura d'aquests textos.
Buscant saber com el segle XIX ha generat en somnis el segle xx, Walter Benjamin es basa en "operadors de fantasmagoria" més que no pas en models explicatius: són els passatges urbans, les exposicions universals, l'oci que transforma la mirada individual i col·lectiva. Els dossiers de l'obra tenen un alfabet en majúscula i un altre en minúscula, i distribueixen les paraules clau de l'ordre social segons una lògica alhora rigorosa i arbitrària. Expressen no pas la realitat de la ciutat sinó el seu comentari, que n'és també la memòria.
L'obra conté seccions (convolutes) sobre les "arcades" (passatges coberts), la moda, les catacumbes, les construccions metàl·liques, les exposicions, la publicitat, l'interiorisme, Baudelaire, els carrers, panoràmiques i diorames, els espills, la pintura, la il·luminació, el ferrocarril, Charles Fourier, Karl Marx, la fotografia, els maniquins, els moviments socials, les caricatures, el mercat de valors, la història de la literatura, les caricatures de Daumier, la litografia i la Comuna.